# 金熙澤
金 熙澤（キム・ヒテク、朝鮮語: 김히택、1935年4月20日 - 2023年3月17日）は、朝鮮民主主義人民共和国の政治家。朝鮮労働党中央委員会委員候補。朝鮮労働党中央委員会委員、両江道党委員会責任書記、朝鮮労働党軽工業部第1副部長などを歴任した。金敬姫朝鮮労働党軽工業部長の側近として知られた。

## 経歴
1935年に日本統治下の平安南道で生まれた。1979年に平壌炭鉱機械工場初級党書記に就任し、1980年に甲山郡行政委員会地方工業管理部副部長に転じた。1982年に平壌直轄市党委員会書記に任命され、1986年7月に第1級国旗勲章を受賞した。同年10月に平川区域党委員会責任書記に任命された。2001年1月に朝鮮労働党経済政策検閲部第1副部長に任命され、2002年に実施された「7・1経済管理改善措置」と呼ばれる経済改革措置の細部施行計画を朴南基国家計画委員長と取り組んだ。同年10月に朝鮮労働党軽工業部第1副部長に任命された。2002年9月に朝鮮労働党親善参観団を率いて中国を、同年11月に経済視察団員として韓国を訪問した。2003年8月に最高人民会議第11期代議員に選出された。2009年3月に実施された最高人民会議第12期代議員選挙で選出されなかったが、両江道党委員会責任書記に任命された。2010年9月28日に開催された朝鮮労働党第3回党代表者会で、朝鮮労働党中央委員会委員に選出された。2011年に金正日総書記が死去した際には、国家葬儀委員会委員に選ばれた。2013年11月に両江道党委員会責任書記を解任されたが、2014年3月に最高人民会議第13期代議員に選出された。2016年5月9日に開催された朝鮮労働党第7次大会で朝鮮労働党中央委員会委員候補に選出された。
2023年3月17日に死亡したことが同年9月15日の朝鮮中央通信の報道によって明らかとなった。

## 参考サイト
북한정보포털
| 先代金京浩 | 両江道党委員会責任書記2009年 - 2013年 | 次代李象元 |